# Venturia nitida
Venturia nitida är en svampart som först beskrevs av Franz Petrak, och fick sitt nu gällande namn av E. Müll. 1962. Venturia nitida ingår i släktet Venturia och familjen Venturiaceae.   Inga underarter finns listade i Catalogue of Life.